# Heukenberg (Naturschutzgebiet)
Der Heukenberg ist ein ehemaliges Naturschutzgebiet in der niedersächsischen Stadt Dassel im Landkreis Northeim und der Gemeinde Heinade in der Samtgemeinde Eschershausen-Stadtoldendorf im Landkreis Holzminden.

## Allgemeines
Das ehemalige Naturschutzgebiet mit dem Kennzeichen NSG BR 120 (Landkreis Northeim) und NSG HA 180 (Landkreis Holzminden) ist 42,5 Hektar groß. Davon entfallen 28,2 Hektar auf den Landkreis Northeim und 14,3 Hektar auf den Landkreis Holzminden. Das ehemalige Naturschutzgebiet ist Bestandteil des FFH-Gebietes „Holzberg bei Stadtoldendorf, Heukenberg“. Es stand seit dem 2. Oktober 1998 unter Naturschutz. Zum 20. Dezember 2018 ging es im Naturschutzgebiet „Holzberg, Denkiehäuser Wald, Heukenberg“ auf. Zuständige untere Naturschutzbehörden waren die Landkreise Nordheim und Holzminden.

## Beschreibung
Das ehemalige Naturschutzgebiet liegt im Sollingvorland am zwischen den Ortschaften Heinade, Merxhausen und Mackensen gelegenen Heukenberg östlich des Solling und westlich der Amtsberge. Es stellte die westlich und südlich exponierten Hanglagen des Heukenberges unter Schutz, die von ausgedehnten, artenreichen Halbtrockenrasen und mesophilen Grünlandflächen mit Gebüschstreifen und Einzelgehölzen geprägt werden. Kleinflächig sind Waldflächen, die historisch als Niederwald genutzt wurden, erhalten sowie Übergänge zu mesophilem Eichen- und Buchenmischwald.
Im Osten des Gebietes befindet sich eine aufgelassene Kalksteingrube, die rekultiviert wird. Zum Erhalt der Halbtrockenrasen und des Niederwaldes werden Pflegemaßnahmen durchgeführt. Der Niederwald darf traditionell bewirtschaftet werden.
Auf dem Heukenberg befindet sich ein Startplatz für Hängegleiter und Gleitsegler, der weiter genutzt werden darf.